# Acer campbellii
Acer campbellii — вид квіткових рослин із роду клен (Acer).

## Морфологічна характеристика
Це однодомне дерево до 15 м заввишки. Гілочки багряно-зелені, голі, з еліптичними або довгастими сочевичками; зимові бруньки яйцеподібні, лусочки зовні жовтувато запушені. Листки опадні; листкові ніжки блідо-зелені чи багряно-зелені, 4–5 см завдовжки, голі; листові пластинки (7)8–15 × 9–22 см, зверху голі, знизу запушені на жилках у молодому або майже голі й голі у зрілому віці, за винятком пучків колючих волосків у пазухах жилок, глибоко 5, 7 чи 9-лопатеві; частки ланцетні чи яйцювато-видовжені, по краю віддалено чи подвійно-пилчасті, верхівка загострена. Суцвіття верхівкові, волотисті, 4–6 см. Квітки: чашолистків 5, яйцюваті; пелюсток 5, жовто-зелені; тичинок 8. У зрілому вигляді плоди жовтуваті; горішки опуклі, ≈ 5 мм у діаметрі; крило серпоподібне, з горішком 23–28 × ≈ 8 мм, крила розправлені майже горизонтально. Період цвітіння: травень; період плодоношення: вересень. 2n = 26.

## Середовище проживання
Ареал включає такі території: Бутан, Китай (Юньнань, Тибет, Сичуань), Індія (Гімалаї), М'янма, Непал, В'єтнам. Росте в змішаних лісах на висотах від 1800 до 3700 метрів.

## Використання
Цей вид культивується в садах. Деревина вважається корисною і вид дає хороший корм.